# 西尾正

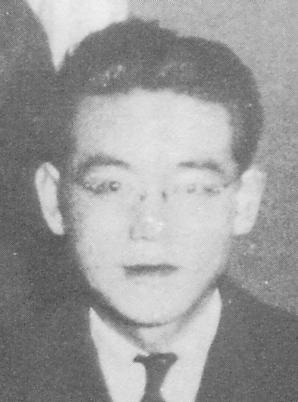
西尾正

西尾 正（にしお ただし、本名同じ、1907年12月12日 - 1949年3月10日）は日本の探偵小説家。作品は全て短編かつ怪奇小説的な作品である。代表作に「骸骨」「海蛇」「青い鴉」など。

## 経歴
1907年（明治40年）12月12日、東京府東京市本郷区に、亀の子束子の製造で知られる西尾商店の一族として生まれた。
慶應義塾大学経済学部に進学し、卒業後の1934年（昭和9年）、雑誌『ぷろふいる』六月号に「陳情書」を発表してデビュー。ただし、同作は発表直後に発禁になっている。
その後も『ぷろふいる』『新青年』などの雑誌に、コンスタントに短編を発表し続けた。太平洋戦争中は沈黙、戦後には執筆を再開している。
米国のパルプ・マガジンに取材した異色作なども発表している。1947年（昭和22年）雑誌『真珠』11・12月合併号に掲載した「墓場」は、ハワード・フィリップス・ラヴクラフト作「ランドルフ・カーターの陳述」に着想を得た作品であり、やや変則的な形ではあるもののラヴクラフト作品が初めて日本語訳されたものである。
評論家・東雅夫は本作を『怪奇への狂熱ぶりにおいて相似た資質を有し、かたや『ウィアード・テイルズ』かたや『新青年』という怪奇小説のメッカとなった雑誌を舞台に、太平洋の此岸と彼岸でほぼ同時代に活躍した両作家の軌跡が、この翻案作品において交錯する次第は、なにやらん運命的なものをすら感じさせます』と評価している。
この他にA・W・カプファー "幻想の薬" (The Phantom Drug)を下敷きにした「幻想の魔薬」、W・F・ハーヴィー"炎天"
(August Heat)を元にした「八月の狂気」がある。
1949年（昭和24年）3月10日、結核のため鎌倉で死去。41歳。

## 著書
- 『西尾正探偵小説選』全2巻（論創ミステリ叢書23-24 論創社 2007年） ※事実上の全集